# Koszykówka na Letnich Igrzyskach Olimpijskich 2012
Koszykówka na igrzyskach olimpijskich w Londynie rozgrywana była między 28 lipca a 12 sierpnia, w nowo wybudowanej hali Basketball Arena (faza grupowa) i The O2 Arena (runda finałowa). Tytułu mistrza olimpijskiego broniły, zarówno wśród kobiet, jak i wśród mężczyzn drużyny Stanów Zjednoczonych.
Drużyny podzielono na dwie grupy po sześć zespołów, które rywalizowały w systemie kołowym, a następnie w systemie pucharowym.

## Kalendarz
| E | Faza grupowa | ¼ | Ćwierćfinały | ½ | Półfinały | F | Finał |

| Data →    | Sob 28 | Ndz 29 | Pn 30 | Wt 31 | Śr 1 | Czw 2 | Pt 3 | Sob 4 | Ndz 5 | Pn 6 | Wt 7 | Śr 8 | Czw 9 | Pt 10 | Sob 11 | Ndz 12 |
| --------- | ------ | ------ | ----- | ----- | ---- | ----- | ---- | ----- | ----- | ---- | ---- | ---- | ----- | ----- | ------ | ------ |
| Mężczyźni |        | E      |       | E     |      | E     |      | E     |       | E    |      | ¼    |       | ½     |        | F      |
| Kobiety   | E      |        | E     |       | E    |       | E    |       | E     |      | ¼    |      | ½     |       | F      |        |

## Uczestnicy

### Zakwalifikowane zespoły
| Drużyna           | Sposób awansu                   | Liczba występów na IO | Ostatni występ na IO | Najlepszy wynik na IO                                          | Źródło |
| Wielka Brytania   | Gospodarz                       | 1                     | 1948                 | 20. miejsce (1948)                                             | [ 1 ]  |
| Argentyna         | Mistrzostwa Ameryki             | 5                     | 2008                 | Złoty medal (2004)                                             | [ 2 ]  |
| Brazylia          | Mistrzostwa Ameryki             | 13                    | 1996                 | Brązowy medal (1948, 1960, 1964)                               | [ 3 ]  |
| Australia         | Mistrzostwa Oceanii             | 12                    | 2008                 | 4. miejsce (1988, 1996, 2000)                                  | [ 4 ]  |
| Chiny             | Mistrzostwa Azji                | 8                     | 2008                 | 8. miejsce (1996, 2004, 2008)                                  | [ 5 ]  |
| Hiszpania         | Mistrzostwa Europy              | 10                    | 2008                 | Srebrny medal (1984, 2008)                                     | [ 6 ]  |
| Francja           | Mistrzostwa Europy              | 7                     | 2000                 | Srebrny medal (1948, 2000)                                     | [ 7 ]  |
| Tunezja           | Mistrzostwa Afryki              | debiut                | debiut               | debiut                                                         | [ 8 ]  |
| Stany Zjednoczone | Mistrzostwa Świata              | 17                    | 2008                 | Złoty medal (1936, 1948 – 1968, 1976, 1984, 1992 – 2000, 2008) | [ 9 ]  |
| Litwa             | Światowy Turniej Kwalifikacyjny | 6                     | 2008                 | Brązowy medal (1992 – 2000)                                    | [ 10 ] |
| Nigeria           | Światowy Turniej Kwalifikacyjny | debiut                | debiut               | debiut                                                         | [ 11 ] |
| Rosja             | Światowy Turniej Kwalifikacyjny | 4                     | 2008                 | 8. miejsce (2000)                                              | [ 12 ] |

## Uczestniczki

### Zakwalifikowane zespoły
| Drużyna           | Sposób awansu                   | Liczba występów na IO | Ostatni występ na IO | Najlepszy wynik na IO                |
| Wielka Brytania   | Gospodarz                       | debiut                | debiut               | debiut                               |
| Brazylia          | Mistrzostwa Ameryki             | 5                     | 2008                 | Srebrny medal (1996)                 |
| Australia         | Mistrzostwa Oceanii             | 6                     | 2008                 | Srebrny medal (2000, 2004, 2008)     |
| Chiny             | Mistrzostwa Azji                | 7                     | 2008                 | Srebrny medal (1992)                 |
| Rosja             | Mistrzostwa Europy              | 4                     | 2008                 | Brązowy medal (2004, 2008)           |
| Angola            | Mistrzostwa Afryki              | debiut                | debiut               | debiut                               |
| Stany Zjednoczone | Mistrzostwa Świata              | 8                     | 2008                 | Złoty medal (1984, 1988, 1996, 2008) |
| Chorwacja         | Światowy Turniej Kwalifikacyjny | debiut                | debiut               | debiut                               |
| Czechy            | Światowy Turniej Kwalifikacyjny | 2                     | 2008                 | 7. miejsce (2008)                    |
| Francja           | Światowy Turniej Kwalifikacyjny | 3                     | 2000                 | 5. miejsce (2000)                    |
| Kanada            | Światowy Turniej Kwalifikacyjny | 5                     | 2000                 | 6. miejsce (1976)                    |
| Turcja            | Światowy Turniej Kwalifikacyjny | debiut                | debiut               | debiut                               |

## Wyniki

### Medaliści
| Mężczyźni | Złote | Srebrne | Brązowe |
| Mężczyźni | Stany ZjednoczoneTyson Chandler Kevin Durant LeBron James Russell Westbrook Deron Williams Andre Iguodala Kobe Bryant Kevin Love James Harden Chris Paul Anthony Davis Carmelo Anthony | HiszpaniaPau Gasol Rudy Fernández Sergio Rodríguez Juan Carlos Navarro José Calderón Felipe Reyes Víctor Claver Fernando San Emeterio Sergio Llull Marc Gasol Serge Ibaka Victor Sada | RosjaAleksiej Szwied Timofiej Mozgow Siergiej Karasiow Witalij Fridzon Aleksandr Kaun Jewgienij Woronow Wiktor Chriapa Siemion Antonow Siergiej Monia Dmitrij Chwostow Anton Ponkraszow Andriej Kirilenko |

### Medalistki
| Kobiety | Złote | Srebrne | Brązowe |
| Kobiety | Stany ZjednoczoneLindsay Whalen Seimone Augustus Sue Bird Maya Moore Angel McCoughtry Asjha Jones Tamika Catchings Swin Cash Diana Taurasi Sylvia Fowles Tina Charles Candace Parker | FrancjaIsabelle Yacoubou-Dehoui Nwal-Endéné Miyem Clémence Beikes Sandrine Gruda Edwige Lawson-Wade Céline Dumerc Florence Lepron Émilie Gomis Marion Laborde Élodie Godin Emmeline Ndongue Jennifer Digbeu | AustraliaJenna O’Hea Samantha Richards Jenni Screen Abby Bishop Suzy Batkovic-Brown Kathleen MacLeod Kristi Harrower Laura Hodges Belinda Snell Rachel Jarry Elizabeth Cambage Lauren Jackson |

## Tabela medalowa
| Miejsce | Państwo           | Złoto | Srebro | Brąz | Razem |
| ------- | ----------------- | ----- | ------ | ---- | ----- |
| 1       | Stany Zjednoczone | 2     | 0      | 0    | 2     |
| 2       | Francja           | 0     | 1      | 0    | 1     |
| 2       | Hiszpania         | 0     | 1      | 0    | 1     |
| 4       | Australia         | 0     | 0      | 1    | 1     |
| 4       | Rosja             | 0     | 0      | 1    | 1     |
|         | Razem             | 2     | 2      | 2    | 6     |